# Hong Kong Football Club
L'Hong Kong Football Club (香港足球會S, Xiānggǎng Zúqiú HuìP) è una associazione polisportiva di Hong Kong.

## Storia

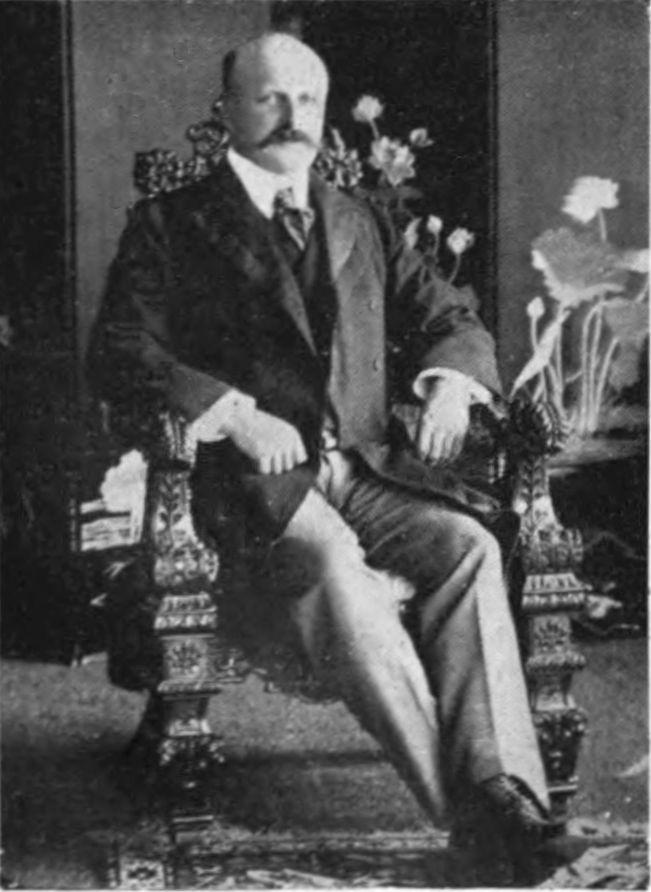
Sir James Haldane Stewart Lockhart

La società venne fondata il 12 febbraio 1886 per volontà di sir James Haldane Stewart Lockhart. Quattro giorni dopo la sua fondazione giocò il suo primo incontro di rugby, mentre il 16 marzo seguente il primo di calcio.
Nel 1976 la prima edizione dell'Hong Kong Sevens, torneo di rugby a 7, fu disputata presso il club.

## Calcio
La prima partita disputata dal club fu giocata il 16 marzo 1886 contro una selezione del Royal Engineers Association Football Club.
Primo successo del club fu la vittoria della Hong Kong Senior Challenge Shield 1898-1899. Il club si aggiudicò la Hong Kong Senior Challenge Shield anche nel 1908, 1916, 1919 e 1922.
Nella stagione 1919-1920 vinse il suo primo ed unico campionato a Hong Kong.
Il sodalizio fa parte del Club of Pioneers, associazione che raccoglie le squadre di calcio più antiche del mondo.

### Palmarès

#### Competizioni nazionali
- Campionato di calcio di Hong Kong: 1

1919-1920
- Hong Kong Senior Challenge Shield: 5

1898-1899, 1907-1908, 1915-1916, 1918-1919, 1921-1922
- Hong Kong Second Division League: 13

1972–1973, 1976–1977, 1978–1979, 1985–1986, 1987–1988, 1992–1993, 1994–1995, 1997–1998, 1998–1999, 2000–2001, 2004–2005, 2005–2006

### Altri piazzamenti
- Hong Kong Second Division League:

Secondo posto: 2007-2008

## Rugby
Il rugby fu il primo sport disputato dall'associazione. Il HKFC è stato uno dei membri fondatori della federazione di rugby a 15 di Hong Kong.